# Gafsa

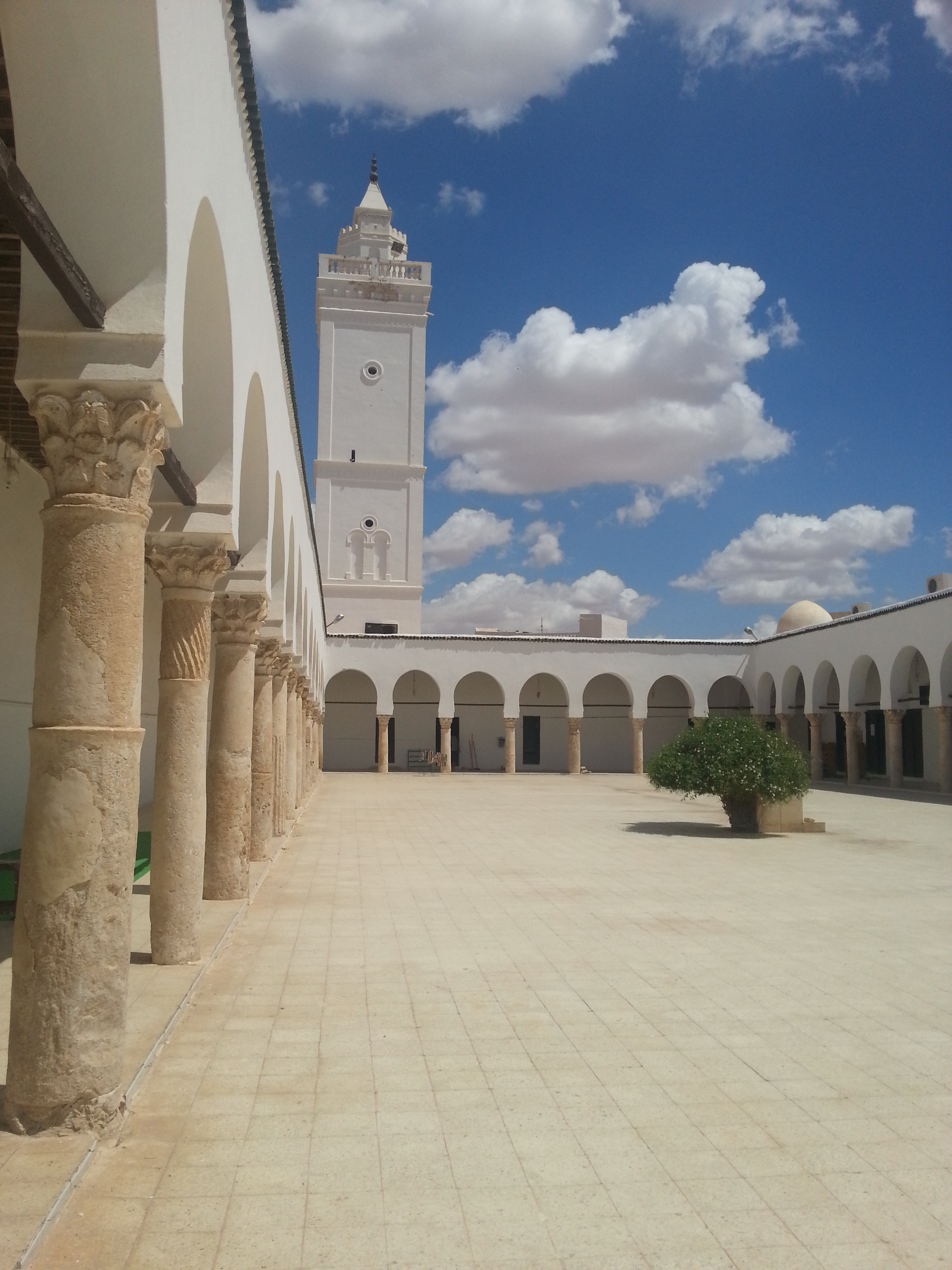
Gafsa – Hof der großen Moschee

Gafsa (arabisch قفصة, DMG Qafṣa) ist eine Stadt im Zentrum Tunesiens mit rund 85.000 Einwohnern. Die Hauptstadt des gleichnamigen Gouvernements ist ein wichtiger Verkehrsknotenpunkt zwischen dem Norden und Süden des Landes.
2011 wurde die Oase von Gafsa in die Liste der Globally Important Agricultural Heritage Systems der FAO aufgenommen.

## Lage
Gafsa liegt nördlich des Salzsees Chott el Djerid zwischen dem Djebel Bou Ramli im Nordwesten und dem Djebel Orbata im Osten auf etwa 300 Metern Höhe ü. d. M. Die Entfernung nach Tunis beträgt ca. 350 km (Fahrtstrecke) in nordöstlicher Richtung.

## Geschichte
Gafsa ist der Platz des prähistorischen Standortes Capsa, der der epipaläolithischen Kultur des Capsien seinen Namen gab, genau wie dem Titularbistum Capsa. Die mehr als 15.000 Jahre währende Besiedlungsgeschichte dieser Region belegen Knochenfunde und andere Spuren menschlicher Besiedlung.
In der Antike gründeten die Römer Capsa im 2. Jahrhundert v. Chr., die Stadt entwickelte sich zum Municipium und später zur Colonia. Im Jahr 540 dehnten die Byzantiner ihren Machtbereich nach Gafsa aus, sicherten sie durch den Bau einer Stadtmauer und nannten sie Justiniana. Oqba Ibn Nafi erobert die Stadt im Jahr 688, traf aber auf starken Widerstand, da die Berber es lange Zeit ablehnten, zum Islam zu konvertieren. Noch im 12. Jahrhundert wurde in Gafsa Latein gesprochen. 1551 wurde die Stadt durch den Freibeuter Dragut, dem Nachfolger Khair ad-Din Barbarossas, belagert. Sie hielt stand, musste aber wenige Jahre später (1556) kapitulieren.
Während des Tunesienfeldzuges im Zweiten Weltkrieg wurde die Stadt in den Jahren 1942 und 1943 mehrmals von der Deutschen Luftwaffe bombardiert, wobei auch ein Teil der Kasbah zerstört wurde.

## Zentrum der Arbeiterbewegung
Gafsa gilt als ein Zentrum der Arbeiterbewegung. Immer wieder kam es hier im 20. und beginnenden 21. Jahrhundert zu Streik- und Protestbewegungen. Im März 1937 wurde ein Bergarbeiterstreik blutig niedergeschlagen, was 17 Bergleute das Leben kostete. Im Jahr 1978 gab es eine große Streikbewegung. 1980 versuchten von Gaddafi entsandte Guerilleros die Stadt anzugreifen und einzunehmen. Sie waren aber schlecht ausgebildet und wurden vom tunesischen Militär mit Unterstützung der Bevölkerung schnell wieder verjagt.
2008 entwickelte sich in der Region eine aufstandsartige Generalstreikbewegung, bei der es zu Besetzungen von Firmeneigentum und Gewerkschaftszentralen kam. Sie richtete sich gegen soziale Ungerechtigkeit, Perspektivlosigkeit und Umweltzerstörung unter Präsident Zine el-Abidine Ben Ali. Der Aufstand wurde gewaltsam niedergeschlagen. Diese Ereignisse gelten in der tunesischen Oppositionsbewegung als ein Keim der Revolution in Tunesien 2010/2011.

## Wirtschaft
Gafsa konnte sich dank des Abbaus von Phosphaten weiterentwickeln, deren 1886 entdecktes Vorkommen eines der wichtigsten in der Welt ist. Die Bergwerke fördern mehr als 6,5 Millionen Tonnen Phosphate jährlich und transportieren diese per Bahn in Richtung des Hafens von Sfax. Durch den enormen Wasserverbrauch der Phosphatwerke kommt es für die Bevölkerung immer wieder zu Wasserengpässen.
Außerdem hat man sich in Gafsa auf die Teppich- und Tapeten-Produktion spezialisiert. Allerdings ist die Arbeitslosigkeit dort sehr groß, und viele Jugendliche sehen dort wenig Perspektiven für ihr Leben. Deshalb ziehen viele in den Norden Tunesiens.

## Sehenswürdigkeiten
- Die römischen Bäder (Piscines romaines) wurden auch in byzantinischer und islamischer Zeit weitergenutzt.
- Hauptattraktion ist die am Stadtrand stehende Große Moschee aus dem 14. Jahrhundert, die in den 1960er Jahren grundlegend restauriert wurde; bei vielen der etwa 120 Säulen und Kapitelle des Innenhofes (sahn) und des eigentlichen Gebetsraumes wurden antike Teile als Spolien wiederverwendet.
- Die Kasbah-Festung stammt aus dem Jahr 1434; sie wurde jedoch im Jahr 1943 bei der Explosion eines Munitionsdepots schwer beschädigt.

## Persönlichkeiten
- Samir Labidi (* 1962), Politiker und Diplomat

## Klimatabelle
|                       | Jan  | Feb  | Mär  | Apr  | Mai  | Jun  | Jul  | Aug  | Sep  | Okt  | Nov  | Dez  |   |      |
| Mittl. Tagesmax. (°C) | 14,7 | 17,0 | 19,7 | 23,6 | 28,7 | 33,7 | 36,8 | 36,2 | 31,6 | 25,7 | 19,8 | 15,4 | ⌀ | 25,3 |
| Mittl. Tagesmin. (°C) | 4,1  | 5,4  | 7,7  | 10,7 | 14,8 | 18,7 | 21,3 | 21,5 | 18,8 | 14,0 | 8,4  | 4,7  | ⌀ | 12,5 |
|                       |      |      |      |      |      |      |      |      |      |      |      |      |   |      |
| Niederschlag (mm)     | 23   | 17   | 24   | 12   | 13   | 9    | 1    | 8    | 23   | 21   | 17   | 27   | Σ | 195  |
|                       |      |      |      |      |      |      |      |      |      |      |      |      |   |      |
| Sonnenstunden (h/d)   | 6,6  | 7,5  | 7,9  | 8,9  | 9,9  | 10,8 | 11,5 | 10,9 | 9,4  | 8,2  | 7,4  | 6,7  | ⌀ | 8,8  |
|                       |      |      |      |      |      |      |      |      |      |      |      |      |   |      |
| Regentage (d)         | 3    | 2    | 3    | 2    | 2    | 1    | 0    | 1    | 2    | 3    | 2    | 2    | Σ | 23   |
|                       |      |      |      |      |      |      |      |      |      |      |      |      |   |      |
| Luftfeuchtigkeit (%)  | 65   | 61   | 58   | 55   | 52   | 47   | 43   | 48   | 55   | 61   | 65   | 68   | ⌀ | 56,5 |

| 4,1 |

| 5,4 |

| 7,7 |

| 10,7 |

| 14,8 |

| 18,7 |

| 21,3 |

| 21,5 |

| 18,8 |

| 14,0 |

| 8,4 |

| 4,7 |

| 4,1 |

| 5,4 |

| 7,7 |

| 10,7 |

| 14,8 |

| 18,7 |

| 21,3 |

| 21,5 |

| 18,8 |

| 14,0 |

| 8,4 |

| 4,7 |